# Cheon-ir-ui yaksok
Cheon-ir-ui yaksok (hangeul: 천일의 약속, lett. La promessa dei mille giorni; titolo internazionale A Thousand Days' Promise) è una serie televisiva sudcoreana trasmessa su SBS dal 17 ottobre al 20 dicembre 2011.

## Trama
Lee Seo-yeon, una donna dallo spirito libero, ha una relazione clandestina con Park Ji-hyung, un architetto già fidanzato. Dopo aver sentito che la data del matrimonio dell'uomo è stata fissata, Seo-yeon lo lascia, e poco dopo le viene diagnosticato l'Alzheimer precoce, una malattia molto improbabile in una donna di soli trent'anni. Scoperte per caso le sue condizioni, Ji-hyung manda a monte le nozze due giorni prima che vengano celebrate e torna da lei, sposandola immediatamente nonostante le proteste dei suoi genitori e della stessa Seo-yeon. Nonostante la donna stia perdendo la capacità di ricordare, la coppia cerca di vivere il proprio amore fino alla fine e dà alla luce una bambina, trovando la felicità nella vita coniugale, anche se entrambi sono ben consapevoli che il loro amore finirà in tragedia.

## Personaggi
- Lee Seo-yeon, interpretata da Soo Ae e Han Bo-bae (da giovane)
- Park Ji-hyung, interpretato da Kim Rae-won
- Jang Jae-min, interpretato da Lee Sang-woo
- Noh Hyang-gi, interpretata da Jeong Yu-mi
- Lee Moon-kwon, interpretato da Park Yu-hwan
- Zia di Seo-yeon, interpretata da Oh Mi-yeon
- Kang Soo-jung, interpretata da Kim Hae-sook
- Oh Hyun-ah, interpretata da Lee Mi-sook
- Jang Myung-hee, interpretata da Moon Jung-hee
- Park Chang-joo, interpretato da Im Chae-moo
- Noh Hong-gil, interpretato da Park Yeong-gyu
- Zio acquisito di Seo-yeon, interpretato da Yoo Seung-bong
- Cha Dong-chul, interpretato da Jung Joon
- Figlio di Myung-hee, interpretato da Yang Han-yeol
- Madre biologica di Seo-yeon, interpretata da Kim Boo-seon
- Medico di Seo-yeon, interpretato da Jang Hyun-sung
- Noh Young-soo, interpretato da Song Chang-eui
- Son Suk-ho, interpretato da Alex Chu
- Redattore capo di Seo-yeon, interpretato da Oh Kyung-soo

## Ascolti
| Episodio | Data di trasmissione | Dati TNMS           | Dati TNMS                  | Dati AGB            | Dati AGB                   |
| Episodio | Data di trasmissione | A livello nazionale | Area metropolitana di Seul | A livello nazionale | Area metropolitana di Seul |
| -------- | -------------------- | ------------------- | -------------------------- | ------------------- | -------------------------- |
| 1        | 17 ottobre 2011      | 12,1%               | 14,8%                      | 12,8%               | 14,7%                      |
| 2        | 18 ottobre 2011      | 13,0%               | 16,2%                      | 14,6%               | 17,3%                      |
| 3        | 24 ottobre 2011      | 14,3%               | 16,8%                      | 15,1%               | 16,8%                      |
| 4        | 25 ottobre 2011      | 14,9%               | 17,2%                      | 17,5%               | 19,2%                      |
| 5        | 31 ottobre 2011      | 14,9%               | 17,3%                      | 15,5%               | 17,6%                      |
| 6        | 1 novembre 2011      | 16,4%               | 19,4%                      | 17,2%               | 19,7%                      |
| 7        | 7 novembre 2011      | 15,8%               | 19,3%                      | 17,5%               | 19,8%                      |
| 8        | 8 novembre 2011      | 16,9%               | 19,5%                      | 19,2%               | 21,3%                      |
| 9        | 14 novembre 2011     | 15,8%               | 19,0%                      | 16,2%               | 18,0%                      |
| 10       | 15 novembre 2011     | 16,2%               | 19,4%                      | 17,2%               | 19,2%                      |
| 11       | 21 novembre 2011     | 15,2%               | 17,7%                      | 16,7%               | 18,3%                      |
| 12       | 22 novembre 2011     | 15,7%               | 19,0%                      | 17,4%               | 18,9%                      |
| 13       | 28 novembre 2011     | 14,6%               | 17,6%                      | 16,7%               | 18,5%                      |
| 14       | 29 novembre 2011     | 14,4%               | 18,2%                      | 16,8%               | 18,8%                      |
| 15       | 5 dicembre 2011      | 14,1%               | 17,1%                      | 15,6%               | 17,3%                      |
| 16       | 6 dicembre 2011      | 15,0%               | 18,5%                      | 16,9%               | 18,1%                      |
| 17       | 12 dicembre 2011     | 14,7%               | 18,4%                      | 15,3%               | 17,1%                      |
| 18       | 13 dicembre 2011     | 15,4%               | 18,5%                      | 16,9%               | 18,0%                      |
| 19       | 19 dicembre 2011     | 15,7%               | 19,3%                      | 17,0%               | 18,0%                      |
| 20       | 20 dicembre 2011     | 19,6%               | 23,5%                      | 19,8%               | 20,4%                      |
| Media    | Media                | 15,2%               | 18,3%                      | 16,6%               | 18,4%                      |

## Colonna sonora
1. It Hurts Here (Ver. 1) (여기가 아파 (Ver. 1)) – Baek Ji-young
2. Like Words Being Said for the First Time (처음 하는 말처럼) – Shin Seung-hoon
3. One Love (한번의 사랑) – Sung Si-kyung
4. One Person (한 사람) – 8Eight
5. Don't Love (사랑하지마) – Park Ji-hee
6. It Hurts Here (Ver. 2) (여기가 아파 (Ver. 2)) – Baek Ji-young
7. Pain (Main Title)
8. Blessing
9. Sky Garden (하늘 정원)
10. Time of Solitude (고독의 시간)
11. Despair
12. Pain
13. Doubt (의심)
14. Disease
15. Smile Again

## Riconoscimenti
| Anno | Premio                           | Categoria                                                 | Ricevente          | Risultato       |
| ---- | -------------------------------- | --------------------------------------------------------- | ------------------ | --------------- |
| 2011 | SBS Drama Awards                 | Best Drama                                                | Cheon-ir-ui yaksok | Candidato/a     |
| 2011 | SBS Drama Awards                 | Top Excellence Award, Actor in a Special Planning Drama   | Kim Rae-won        | Vincitore/trice |
| 2011 | SBS Drama Awards                 | Top Excellence Award, Actress in a Special Planning Drama | Soo Ae             | Vincitore/trice |
| 2011 | SBS Drama Awards                 | Excellence Award, Actor in a Special Planning Drama       | Lee Sang-woo       | Candidato/a     |
| 2011 | SBS Drama Awards                 | Excellence Award, Actress in a Special Planning Drama     | Jeong Yu-mi        | Candidato/a     |
| 2011 | SBS Drama Awards                 | Special Acting Award, Actress in a Special Planning Drama | Lee Mi-sook        | Vincitore/trice |
| 2011 | SBS Drama Awards                 | New Star Award                                            | Jeong Yu-mi        | Vincitore/trice |
| 2011 | SBS Drama Awards                 | Top 10 Stars                                              | Soo Ae             | Vincitore/trice |
| 2011 | SBS Drama Awards                 | Top 10 Stars                                              | Kim Rae-won        | Vincitore/trice |
| 2012 | Baeksang Arts Awards             | Best Actress (TV)                                         | Soo Ae             | Candidato/a     |
| 2012 | Baeksang Arts Awards             | Best New Actor (TV)                                       | Park Yu-hwan       | Candidato/a     |
| 2012 | Baeksang Arts Awards             | Best New Actress (TV)                                     | Jeong Yu-mi        | Candidato/a     |
| 2012 | Seoul International Drama Awards | Best Screenwriter                                         | Kim Soo-hyun       | Candidato/a     |
| 2012 | Korea Drama Awards               | Top Excellence Award, Actress                             | Soo Ae             | Candidato/a     |